# Фиджино-Серенца
Фиджино-Серенца (итал. Figino Serenza) — коммуна в Италии, располагается в регионе Ломбардия, подчиняется административному центру Комо.
Население составляет 4636 человек, плотность населения составляет 1159 чел./км². Занимает площадь 4 км². Почтовый индекс — 22060. Телефонный код — 031.
Покровителем населённого пункта считается Архангел Михаил. Праздник ежегодно празднуется 29 сентября.